# 고즈키 쇼세이
고즈키 쇼세이(일본어: 上月 翔聖, 2000년 2월 1일~)는 일본의 축구 선수이다.

## 구단 경력
그는 2022년 일본 풋볼 리그의 FC 오사카에 입단했다. 2022년 일본 풋볼 리그 준우승으로 J3리그로 승격했다. 2024년 일본 풋볼 리그의 고치 유나이티드 SC로 이적했다. 2024년 일본 풋볼 리그 준우승으로 J3리그로 승격했다.